# ГЕС Khersan 3
ГЕС Khersan 3 — гідроелектростанція, що споруджується на південному заході Ірану. Використовує ресурс із річки Khersan, яка впадає ліворуч до Каруну, котрий в свою чергу є лівою притокою Шатт-ель-Арабу (басейн Перської затоки). 
У межах проекту річку перекриють бетонною арковою греблею висотою 195 метрів, довжиною 470 метрів та шириною від 6 (по гребеню) до 40 (по основі) метрів, яка потребуватиме 1,1 млн м3 матеріалу. На час будівництва воду відводитимуть за допомогою тунелю довжиною 0,77 км з діаметром 12,5 метра. Гребля утримуватиме витягнуте на 40 км водосховище з площею поверхні 24,5 км² та об’ємом 1158 млн м3. 
Через тунелі довжиною 0,53 км та 0,57 км з діаметром 6,3 метра ресурс подаватиметься до машинного залу, де встановлять чотири турбіни типу Френсіс потужністю по 100 МВт, які використовуватимуть напір у 177 метрів та забезпечуватимуть виробництво 121 млн кВт-год електроенергії на рік.
Видача продукції відбуватиметься по ЛЕП, розрахованій на роботу під напругою 410 кВ.